# Лилли, Джон
Об английском драматурге см. статью: Лили, Джон
Джон Ка́ннингем Ли́лли (англ. John Cunningham Lilly; 6 января 1915 — 30 сентября 2001) — американский врач-психоаналитик, учёный-нейробиолог. Известен своими исследованиями природы сознания в камере сенсорной депривации, психоделиков и коммуникативной способности дельфинов. Также внёс вклад в развитие биофизики, нейрофизиологии, электроники, информатики и нейроанатомии.
Джон Лилли был видным представителем калифорнийской контркультуры учёных, мистиков и мыслителей конца 1960-х и начала 1970-х. Альберт Хофманн, Грегори Бейтсон, Ричард Алперт, Тимоти Лири, Вернер Эрхард и Ричард Фейнман были частыми гостями в его доме.

## Детство
Джон Лилли родился 6 января 1915 года в 7:30 в городе Сент-Пол, штат Миннесота, США. Родители его были глубоко верующими католиками. Это оказало влияние на формирование личности Джона (представления о грехе, искуплении). Впоследствии на эту почву упали идеи Фрейда о глобальном чувстве вины и породили стремление сделать мир лучше, а людей — более открытыми друг к другу и природе.
Джон был хрупким, болезненным мальчиком. Физическая слабость обострила его внешние и внутренние чувства, он рос вдумчивым, склонным к анализу своих и чужих ощущений, переживаний, поступков. Он очень рано духовно отдалился от своих родителей и сверстников, погрузился в мир раздумий, много наблюдал за природой.
Когда Джону было 10 или 11 лет, родители перевели его из обычной школы в католическую школу Св. Луки, где его стали готовить к службе при алтаре: он учил молитвы, пел в хоре. Поначалу Джон был горд своими успехами, но вскоре осознал, что церковь — не его место.
Подростком Джон был по-своему очень религиозен, но отказался принять официальную догматику католической церкви: он не выносил стеснения своей свободы, всегда отстаивал право на самостоятельное мышление. По просьбе Джона родители забрали его из школы Св. Луки и перевели в академическую школу в его родном городе Сент-Пол.

## Образование в университетах
В 1933 году он успешно сдал экзамены в Калифорнийский технологический институт. Курс общей биологии вел знаменитый профессор Томас Морган; под его руководством Джон с увлечением занимался эмбриологией и генетикой. Его заинтересовали проблемы возникновения и развития жизни, разума. В 1938 году Джон успешно окончил институт.
После этого он 2 года изучал анатомию и физиологию мозга в Военно-медицинской школе Дартмутского колледжа, затем перевёлся в Университет штата Пенсильвания, где получил медицинскую степень в 1942 году.

## Научная деятельность
В течение Второй мировой войны он исследовал физиологию высотного полёта и изобрёл инструменты для измерения газового давления.
После войны он практиковался в психоанализе в Университете штата Пенсильвания и начал исследование физических структур мозга и проблем сознания. В 1951 Лилли выпустил статью, описывающую, как можно отображать паттерны электрической мозговой деятельности на катодном лучевом экране, используя электроды, которые он специально изобрел для вставки в живой мозг.
В 1953 он занял место исследователя нейрофизиологии в американском Центре Здоровья отставных офицеров. В 1954, следуя желанию отключить внешние стимулы от мозга, он изобрел первую в мире изолированную барокамеру: тёмный звуконепроницаемый резервуар с тёплой солёной водой, в которой субъекты могли плавать в течение долгих периодов времени в состоянии сенсорной депривации (изоляции). Доктор Лилли вместе со своими коллегами были первыми, кто принял участие в этом исследовании.
Его поиски привели в итоге к вопросу о мозге других больших разумных млекопитающих, и в конце 1950-х он основал центр, посвященный созданию коммуникации человека и дельфина: Научно-исследовательский институт Коммуникации Сент Томаса на Вирджинских островах. В начале 1960-х доктор Лилли с сотрудниками написал несколько статей, сообщавших, что дельфины могут подражать человеческим образцам речи. Последующие исследования сознания дельфинов, однако, выявили трудности в повторении его результатов.

### Джон Лилли в Исалене

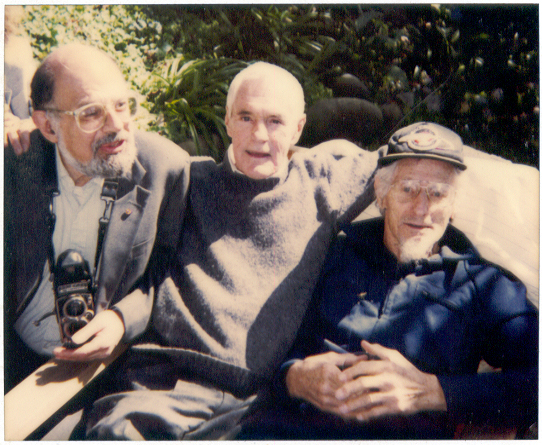
Аллен Гинзберг, Тимоти Лири и Джон Лилли в 1991 году

В начале шестидесятых он получил представление об ЛСД и начал ряд экспериментов, в которых он принимал психоделики в изолированных барокамерах и в компании дельфинов. Эти события описаны в его книгах «Программирование и метапрограммирование человеческого биокомпьютера: теория и эксперименты» (1-е изд. 1967 года) и «Центр Циклона» (1-е изд. 1972 года). Он конфиденциально признал, что его работа над ЛСД была частью проекта ЦРУ по контролю над сознанием «МК-Ультра». В 1967 году вышло 1-е издание книги Лилли «Учёный: метафизическая автобиография» (The Scientist: a Metaphysical Autobiography) с описаниями ощущений после принятия кетамина в качестве наркотика.
В итоге его карьера приняла другой оборот, став чем-то средним между исследованиями учёного, исканиями мистика и писательским трудом. Лилли стал автором 13 книг (включая «Человек и Дельфин» и «Мышление Дельфина»), некоторые из которых переведены на многие языки, в частности на немецкий, русский, французский и японский.
В середине и в конце 1970-х он был советником тогдашнего развивающегося кинопроизводителя Джорджа Лукаса.
В 1980-х Лилли вёл проект, в котором попытался преподавать дельфинам синтезированный компьютером язык. Позже доктор Лилли создал проект для будущей «лаборатории коммуникаций», которая будет плавающей гостиной комнатой, где люди и дельфины могли общаться на равных и где они нашли бы общий язык. Джон предвидел, что наступит время, когда убийство китов и дельфинов прекратится, «не из-за закона, который примут, а благодаря каждому человеку, понимающему с рождения, что они являются древними, разумными земными жителями; с огромными сведениями и огромной силой жизни. Не те, кого нужно убивать, но те, от кого нужно чему-то учиться».
Последние годы своей жизни Джон Лилли преимущественно проживал на острове Мауи Гавайского архипелага (с 1990 года) и был известен своей эксцентричностью, а также устойчивой склонностью к кетамину. Он умер от сердечного приступа в возрасте 86 лет в 2001 году. Прах Джона Лилли был развеян на берегах острова Мауи.